# Плауновые (класс)
Плауно́вые, или плаунови́дные (лат. Lycopodiópsida) — класс высших споровых растений, входящий в отдел Плауновидные (Lycopodiophyta).

## Таксономия

### История описания
Отдел, включающий род плаун и другие близкие споровые растения, был впервые действительно описан в работе Фридриха Готтлиба Бартлинга 1830 года под названием Lycopodineae. Бартлинг описал один порядок в составе класса — Lycopodiaceae. Однако порядок с типом Lycopodium действительно описали Фридрих Берхтольд и Ян Пресл за десять лет до опубликования описания Бартлинга.
Ранее МКБН не были установлены правила создания названий для таксонов растений определённого ранга. Таксон Бартлинга в ранге класса был переименован в Lycopodiopsida для удовлетворения требованиям МКБН, согласно которым для классов высших растений предусмотрено окончание -opsida. Окончание -ineae, использованное Бартлингом, стало правильным для таксонов ранга подпорядка.

### Представители
Бартлинг, впервые выделевший данный класс, включил в него один порядок Lycopodiaceae с тремя родами — обширным Lycopodium L., объединявшим множество впоследствии признанных самостоятельными родов (в частности, Selaginella P.Beauv.), Tmesipteris  Bernh. и Bernhardia Willd. (ныне — синоним Psilotum Sw.), в настоящее время относимых к другим классам.
Длительное время объём класса принимался в виде, близком к первоначальному. В XX веке в состав класса включались порядки Lycopodiales, Isoetales Prantl и Selaginellales Prantl. У растений из первого порядка было замечено существенное отличие от двух других порядков — у Lycopodiales известен один тип спор (растения назывались гомоспоровыми — Homosporeae), а у Isoetales и Selaginellales — два типа спор (так называемые гетероспоровые растения — Heterosporeae).
По результатам молекулярно-филогенетических исследований из класса Lycopodiopsida был выделен класс Isoetopsida Rolle. Он объединил современные порядки Isoetales и Selaginellales, а также древние Lepidodendrales, Pleuromeiales и Protolepidodendrales, среди которых известны как гомоспоровые, так и гетероспоровые растения.
В настоящее время в класс включены один современный порядок и один вымерший:
- Lycopodiales DC. ex Bercht. & J.Presl, 1820 — Плауновые
- †Drepanophycales Pic.Serm., 1958 — Дрепанофикусовые